# 唐功紅
唐功紅（とう こうこう、簡体字:唐功红,繁体字:唐功紅,ピンイン:Táng Gōnghóng。1979年5月5日 - ）は中国の山東省煙台市出身の女子ウェイトリフティング選手。
19歳で出場した、1998年ウエイトリフティング世界選手権（ラハティ〈フィンランド〉）では、女子75kg超級に出場し、クリーン＆ジャーク（145kg）、総合（255kg）で2つの金メダルを、スナッチ（110kg）で銅メダルを獲得した。
2003年のアフロアジア競技大会でも、重量挙げ・女子75kg超級で金メダルを獲得。
2004年のアテネオリンピックでも女子75kg超級（8月21日）に出場し、金メダルを獲得した。この時マークしたジャーク182.5kg、合計305kgは当時の世界新記録でもあった。